# Liste der Biografien/Nier
Liste der Biografien |
Portal Biografien |
Personensuche
# |
A |
B |
C |
D |
E |
F |
G |
H |
I |
J |
K |
L |
M |
N |
O |
P |
Q |
R |
S |
T |
U |
V |
W |
X |
Y |
Z |
?
 
Na |
Nb |
Nc |
Nd |
Ne |
Nf |
Ng |
Nh |
Ni |
Nj |
Nk |
Nl |
Nm |
Nn |
No |
Nr |
Ns |
Nt |
Nu |
Nv |
Nw |
Nx |
Ny |
Nz
 
Nia |
Nib |
Nic |
Nid |
Nie |
Nif |
Nig |
Nih |
Nii |
Nij |
Nik |
Nil |
Nim |
Nin |
Nio |
Nip |
Niq |
Nir |
Nis |
Nit |
Niu |
Niv |
Niw |
Nix |
Niy |
Niz
 
Nieb |
Niec |
Nied |
Nief |
Nieg |
Nieh |
Niej |
Niek |
Niel |
Niem |
Nien |
Niep |
Nier |
Nies |
Niet |
Nieu |
Niev |
Niew
Die Liste der Biografien führt alle Personen auf, die in der deutschsprachigen Wikipedia einen Artikel haben. Dieses ist eine Teilliste mit 65 Einträgen von Personen, deren Namen mit den Buchstaben „Nier“ beginnt.

## Nier
- Nier, Alfred (1911–1994), US-amerikanischer Physiker
- Nier, Bruno (1880–1950), deutscher Ingenieur und Unternehmer
- Nier, Detlef (* 1958), deutscher Schauspieler, Regisseur und Hörspielsprecher
- Nier, Ernst (1857–1936), deutscher Unternehmer
- Nier, Helmut (1919–2002), deutscher Komponist
- Nier, Kurt (* 1927), deutscher Diplomat, stellvertretender Außenminister der DDR
- Nier, Martin (1901–1971), deutscher Maschinenbauingenieur und Hochschullehrer
- Nier, Michael (* 1943), deutscher Sozialwissenschaftler, Publizist und Politiker (NPD)

### Niera
- Nierade, Ilse (1942–1990), deutsche Politikerin (Neues Forum), Mitglied der ersten freien Volkskammer der DDR
- Nierade, Kunz (1901–1976), deutscher Architekt
- Nieradkiewicz, Marta (* 1983), polnische Schauspielerin

### Niere
- Niere, Heiko (* 1966), deutscher Eishockeyspieler
- Niere, Kunz, Bürgermeister der Reichsstadt Heilbronn
- Nieremberg, Juan Eusebio (1595–1658), deutsch-spanischer Jesuit und Hagiograf
- Nieremberger, Nicolaus (1648–1705), deutscher Theologe und Orientalist
- Nierenberg, William (1919–2000), US-amerikanischer Physiker
- Nierenstein, Maximilian (1877–1946), Chemiker
- Nierentz, Hans-Jürgen (1909–1995), deutscher Schriftsteller und Fernsehintendant zur Zeit des Nationalsozialismus

### Nierh
- Nierhaus, Andreas (* 1962), deutscher Basketballfunktionär
- Nierhaus, Herbert (1929–2006), deutscher Gewerkschafter und Bildungspolitiker
- Nierhaus, Irene (* 1955), österreichisch-deutsche Kunsthistorikerin und Hochschullehrerin
- Nierhaus, Knud (1941–2016), deutscher Biochemiker
- Nierhaus, Michael (* 1943), deutscher Rechtswissenschaftler
- Nierhaus, Pierre (* 1957), deutscher Autor, Gastronomie-Unternehmer und Redner
- Nierhaus, Rolf (1911–1996), deutscher Provinzialrömischer Archäologe
- Nierhoff, Ansgar (1941–2010), deutscher bildender Künstler
- Nierhoff, Franz Xavier (1913–1994), deutscher Ordensgeistlicher, Bischof von Floresta
- Nierhoff, Jens Peter (* 1960), dänischer Badmintonspieler
- Nierhoff, Klaus (* 1958), deutscher SchauspielerKlaus Nierhoff (* 1958)

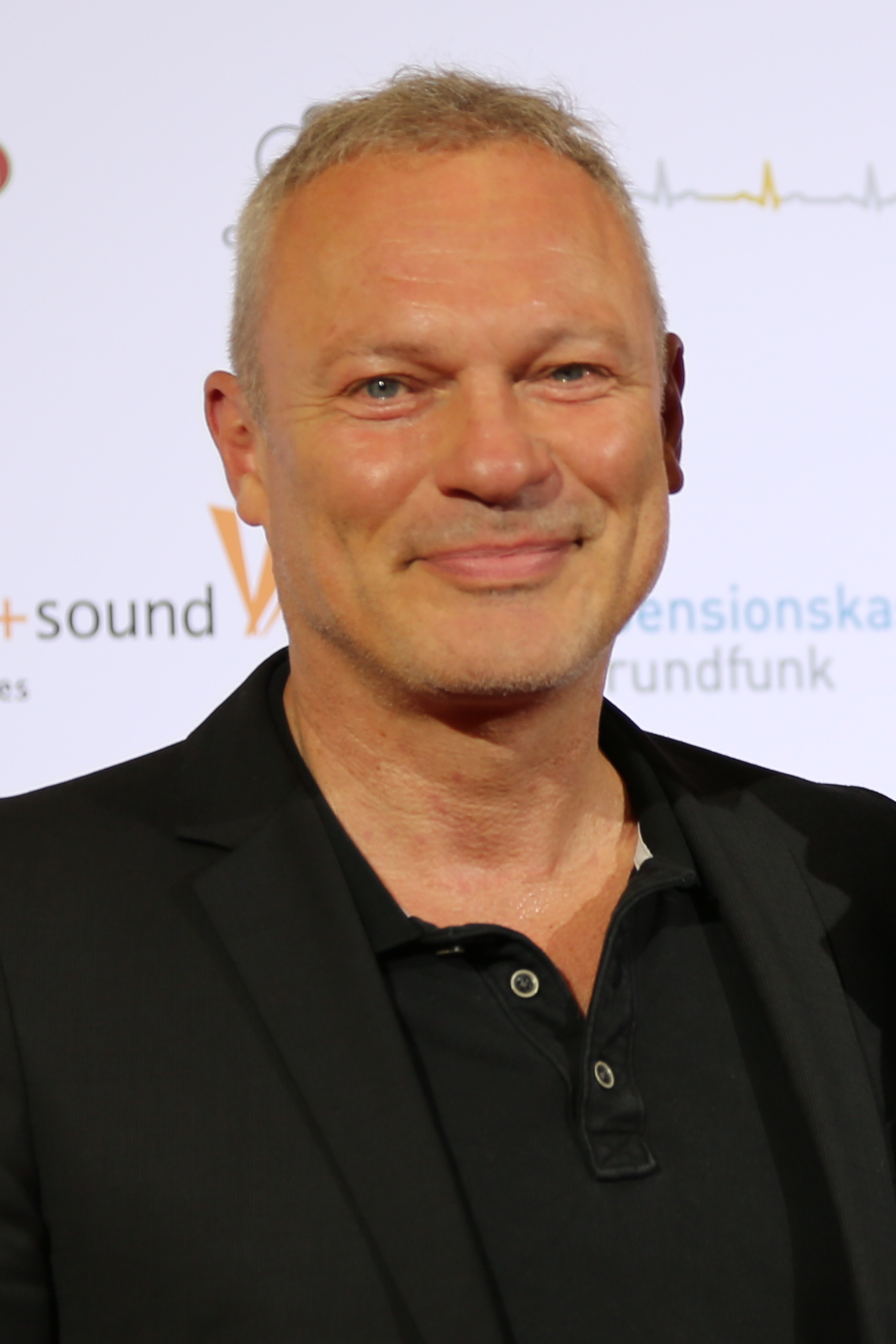
Klaus Nierhoff (* 1958)

### Nieri
- Nieri, Ines (* 1988), deutsche Schauspielerin
- Nieriker, Joseph (1828–1903), Schweizer Grafiker
- Niering, Burkhard (1950–1974), deutscher Volkspolizist und Maueropfer
- Niering, Christoph (* 1962), deutscher Rechtsanwalt und Insolvenzverwalter
- Niering, Joseph (1835–1891), deutscher Opernsänger der Stimmlage Bass
- Nieritz, Karl Gustav (1795–1876), deutscher Volks- und Jugendschriftsteller

### Nierl
- Nierlich, Rudolf (1966–1991), österreichischer Skirennläufer

### Nierm
- Nierman, Leonardo (1932–2023), mexikanischer Künstler
- Niermann, Carl (1832–1896), deutscher Architekt und preußischer Baubeamter
- Niermann, Ernst (1930–2011), deutscher Geistlicher, Militärgeneralvikar
- Niermann, Erwin (1929–2004), deutscher Politiker (SPD)
- Niermann, Fritz (1898–1976), deutscher Gerechter unter den Völkern
- Niermann, Georg (* 1937), deutscher Rudersportler
- Niermann, Grischa (* 1975), deutscher Radrennfahrer und Sportlicher Leiter eines RadsportteamsGrischa Niermann (* 1975)

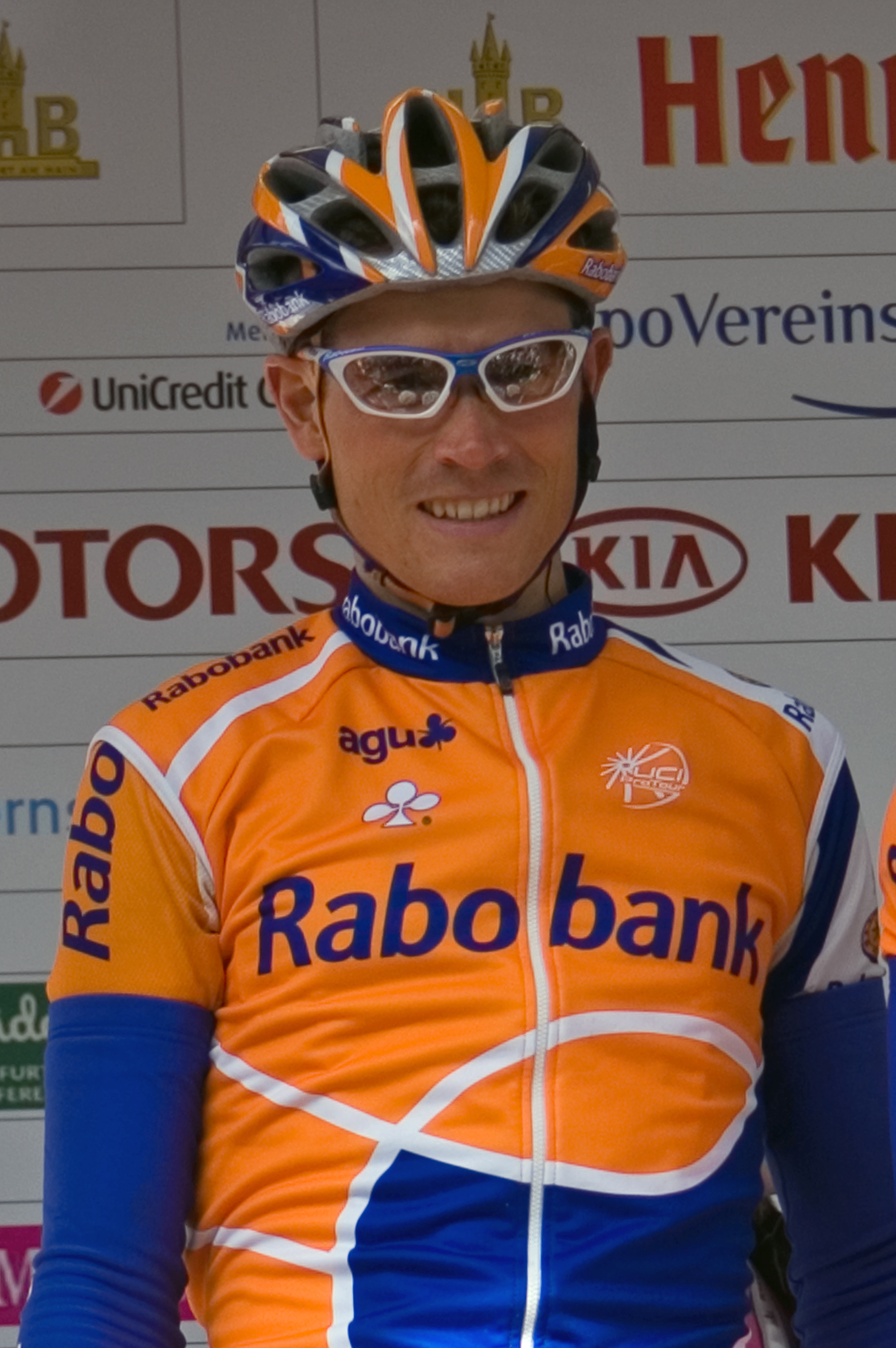
Grischa Niermann (* 1975)

- Niermann, Gustav (1919–1989), deutscher Landwirt und Politiker (CDU), MdL
- Niermann, Ingo (* 1969), deutscher Schriftsteller und Journalist
- Niermann, Johannes (1940–1998), deutscher Pädagoge
- Niermann, Ralf (* 1963), deutscher Politiker (SPD)
- Niermann, Thomas (* 1959), deutscher Autor
- Niermann, Wilhelm (1896–1954), deutscher Politiker (CNBL, CDU), MdR
- Niermans, Édouard (* 1943), französischer Filmregisseur
- Niermeier, Petra (* 1967), deutsche Film- und Fernsehschauspielerin und Regisseurin
- Niermeyer, Amélie (* 1965), deutsche Theaterregisseurin
- Niermeyer, Jan Frederik (1907–1965), niederländischer Historiker

### Niero
- Nieroba, Norbert (* 1964), deutscher Boxer
- Nierop, Dirck Rembrantsz van (1610–1682), niederländischer Kartograph, Astronom, Mathematiker und Landvermesser
- Nierop, Kees (* 1958), kanadischer Autorennfahrer
- Nierop, Nicole van (* 1980), niederländische Schauspielerin und Drehbuchautorin
- Nierop, Pieter Rembrantsz van (1640–1708), niederländischer Kartograph, Astronom, Mathematiker und Landvermesser
- Nieroth, Carl († 1712), schwedischer Militär
- Nieroth, Magnus Wilhelm von († 1770), deutsch-baltischer oder estländischer Gutsbesitzer, Ritterschaftshauptmann, Hakenrichter und Landrat

### Niers
- Niersbach, Wolfgang (* 1950), deutscher Sportjournalist und FußballfunktionärWolfgang Niersbach (* 1950)

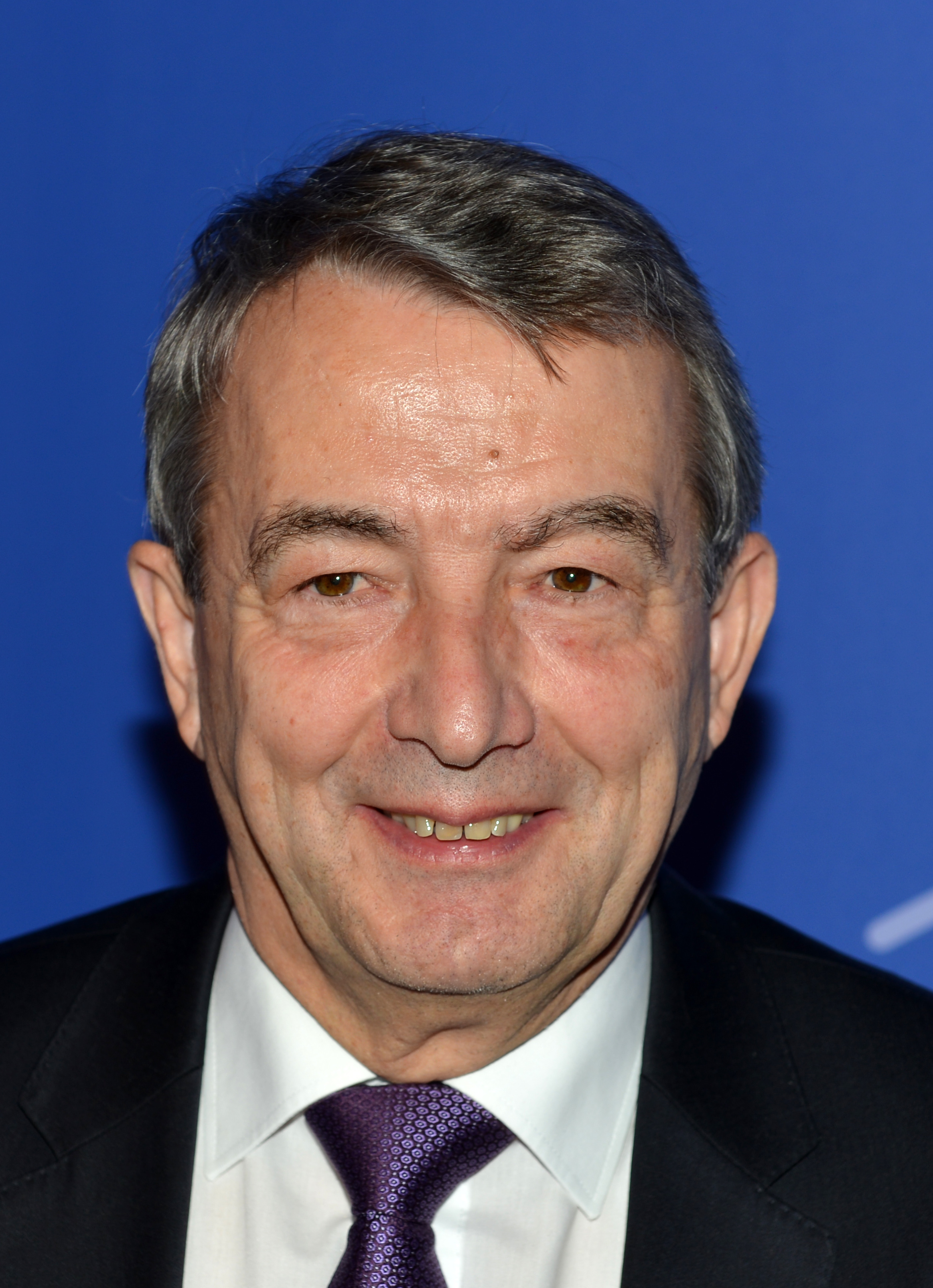
Wolfgang Niersbach (* 1950)

- Nierstrasz, Hugo Frederik (1872–1937), niederländischer Zoologe

### Niert
- Nierth, Claudine (* 1967), deutsche Künstlerin und Politaktivistin
- Nierth, Markus (* 1969), deutscher evangelischer Theologe und Kommunalpolitiker

### Nierz
- Nierzwicki, Hans (1905–1967), deutscher SS-Unterscharführer und Sanitätsdienstgrad in Auschwitz-Monowitz